# Міхай Фреціле
Міхай Кетелін Фреціле (рум. Mihai Cătălin Frăţilă; нар. 10 грудня 1970, Алба-Юлія) — румунський греко-католицький єпископ, ординарій єпархії святого Василія Великого в Бухаресті Румунської греко-католицької церкви від 29 травня 2014 року.

## Життєпис
Народився 10 грудня 1970 року в Алба-Юлія. Вивчав богослов'я в Блаж (1990—1991) і Римі (1991—1996) в Урбаніанському і Григоріанському університетах. 11 серпня 1996 року висвячений на священика. 
У 1996—1998 роках виконував священиче служіння і обов'язки вікарія в Румунській греко-католицькій місії при парафії святого Юрія в Парижі; одночасно навчався в Паризькому католицькому інституті, де здобув ліценціят з літургійного богослов'я. 
У 1999 році призначений на посаду віце-ректора Папської румунської колегії «Pio Romeno» в Римі, а в 2005 році став ректором цієї колегії.

## Єпископ
20 червня 2007 року синод Румунської греко-католицької церкви обрав о. Міхая Фреціле єпископом-помічником архієпархії Фаґараша і Альба-Юлії. 27 жовтня 2007 року Святий Престол потвердив вибір і призначив йому титулярний осідок Нове. 
Єпископські свячення отримав 16 грудня 2007 року в соборі Пресвятої Трійці в Блаж. 4 травня 2008 року в Бухаресті відбулася його урочиста інтронізація.
29 травня 2014 року папа Франциск потвердив рішення синоду єпископів Румунської греко-католицької церкви про утворення нової єпархії святого Василія Великого в Бухаресті шляхом виокремлення її з території архієпархії Фаґараша і Альба-Юлії. Цього ж дня єпископом новоутвореної єпархії призначено владику Міхая Фреціле. 30 серпня 2014 року в катедральному храмі святого Василія Великого в Бухаресті відбулося його урочисте введення на престол.